# Benjamin Britten
Edward Benjamin Britten, tudi Lord Britten of Aldeburgh, angleški skladatelj, dirigent in pianist, * 22. november 1913, Lowestoft, † 4. december 1976, Aldeburgh.
Rodil se je v Suffolku, kot sin zobozdravnika. Svojo glasbeno nadarjenost je pokazal že zelo zgodaj, saj je začel pisati skladbe kot otrok.
Britten je največji angleški skladatelj 20. stoletja in ena od velikih osebnosti svetovne glasbe. Avtor Preproste simfonije in Vodnika po orkestru za mladega človeka je bil tudi izjemno uspešen operni skladatelj. Med njegovimi najbolj izvajanimi operami je tudi »Peter Grimes«.
Napisal je okoli 800 skladb.

## Opere
- Beraška opera
- Albert Herring
- Uprizorimo opero